# Mäder
Pour les articles homonymes, voir Mader.
Mäder est une commune autrichienne du district de Feldkirch dans le Vorarlberg.